# Chirosia paucisetosa
Chirosia paucisetosa este o specie de muște din genul Chirosia, familia Anthomyiidae, descrisă de Deng, Li și Sun în anul 1987. Conform Catalogue of Life specia Chirosia paucisetosa nu are subspecii cunoscute.